# Stylidium longicornu
Stylidium longicornu este o specie de plante dicotiledonate din genul Stylidium, familia Stylidiaceae, ordinul Asterales, descrisă de S. Carlquist. Conform Catalogue of Life specia Stylidium longicornu nu are subspecii cunoscute.